# Янг (округ, Техас)
Шаблон:StateAbbr_ 33°11′ пн. ш. 98°42′ зх. д. / 33.18° пн. ш. 98.7° зх. д.
Округ Янг (англ. Young County) — округ (графство) у штаті Техас, США. Ідентифікатор округу 48503.

## Історія
Округ утворений 1856 року.

## Демографія
За даними перепису 2000 року загальне населення округу становило 17943 осіб, зокрема міського населення було 12274, а сільського — 5669. Серед мешканців округу чоловіків було 8578, а жінок — 9365. В окрузі було 7167 домогосподарств, 5084 родин, які мешкали в 8504 будинках. Середній розмір родини становив 2,94.
Віковий розподіл населення поданий у таблиці:
| Стать    | До 15 років | 15-21 | 22-29 | 30-39 | 40-49 | 50-65 | 65-85 | Понад 85 |
| -------- | ----------- | ----- | ----- | ----- | ----- | ----- | ----- | -------- |
| Чоловіки | 1862        | 854   | 662   | 1065  | 1333  | 1379  | 1298  | 125      |
| Жінки    | 1768        | 755   | 703   | 1113  | 1353  | 1565  | 1716  | 392      |

## Суміжні округи
- Арчер — північ
- Джек — схід
- Пало-Пінто — південний схід
- Стівенс — південь
- Трокмортон — захід

## Виноски
1. ↑  U.S. Decennial Census. United States Census Bureau. Архів оригіналу за 26 квітня 2015. Процитовано 12 травня 2015.
2. ↑  Texas Almanac: Population History of Counties from 1850–2010 (PDF). Texas Almanac. Архів оригіналу (PDF) за 26 лютого 2015. Процитовано 12 травня 2015.
3. ↑  State & County QuickFacts. United States Census Bureau. Архів оригіналу за 5 вересня 2015. Процитовано 29 грудня 2013. [Архівовано 2015-09-05 у Wayback Machine.](англ.) Наведено за англійською вікіпедією.
4. ↑  American FactFinder. Бюро перепису населення США. Архів оригіналу за 26 лютого 2012. Процитовано 31 січня 2008. [Архівовано 2008-05-21 у Wayback Machine.]

| США | Це незавершена стаття з географії США. Ви можете допомогти проєкту, виправивши або дописавши її. |